# Liste der Mitglieder des Landtages (Volksstaat Reuß)
Diese Liste gibt einen Überblick über alle Mitglieder des vereinigten Landtages des Volksstaates Reuß in der 1. (und einzigen) Wahlperiode (1919 bis 1920).
Er bildete sich aus den Mitgliedern des Landtags Reuß jüngerer Linie und den Mitgliedern des Greizer Landtags. Am 31. März 1921 sind aufgrund der Verkleinerung der Gebietsvertretung eine Vielzahl von Mitgliedern ausgeschieden.
| Name                  | Partei | Landtag             | Wohnort                  | Anmerkung |
| --------------------- | ------ | ------------------- | ------------------------ | --- |
| Hermann Beyer         | USPD   | Reuß jüngerer Linie | Gera                     | |
| Alban Bretschneider   | SPD    | Reuß jüngerer Linie | Gera                     | Zum 31. März 1921 ausgeschieden |
| Gustav Dillner        | USPD   | Reuß-Greiz          | Irschwitz-Aubachthal     | Zum 31. März 1921 aufgrund der Verkleinerung der Gebietsvertretung ausgeschieden |
| Arthur Drechsler      | USPD   | Reuß-Greiz          | Zeulenroda               | Zum 31. März 1921 ausgeschieden |
| Hermann Drechsler     | USPD   | Reuß jüngerer Linie | Gera                     | |
| Ernst Eisentraut      | USPD   | Reuß jüngerer Linie | Gera                     | |
| Franz Feustel         | USPD   | Reuß-Greiz          | Greiz                    | Zum 31. März 1921 aufgrund der Verkleinerung der Gebietsvertretung ausgeschieden. Für Kiß am 27. Juni 1921 wieder nachgerückt.                                                                                   |
| Margarete Finke       | DVP    | Reuß jüngerer Linie | Gera-Untermhaus          | Zum 31. März 1921 aufgrund der Verkleinerung der Gebietsvertretung ausgeschieden. Für Stengel am 27. Juni 1921 wieder nachgerückt.                                                                               |
| Hermann Fischer       | USPD   | Reuß jüngerer Linie | Gera                     | Zum 31. März 1921 aufgrund der Verkleinerung der Gebietsvertretung ausgeschieden. |
| Lucie Fischer         | USPD   | Reuß-Greiz          | Greiz                    | Zum 31. März 1921 aufgrund der Verkleinerung der Gebietsvertretung ausgeschieden. |
| Oswald Fischer        | SPD    | Reuß-Greiz          | Greiz                    | |
| Georg Großberger      | DDP    | Reuß-Greiz          | Greiz                    | Zum 31. März 1921 aufgrund der Verkleinerung der Gebietsvertretung ausgeschieden. |
| Hermann Herzog        | USPD   | Reuß-Greiz          | Hohenölsen               | |
| Else Heuwold          | DDP    | Reuß-Greiz          | Greiz                    | Wurde am 29. Juni 1922 vom Wahlausschuss zum Nachfolger von Jahn bestimmt, nachdem der in der Nachwahl am 23. Juni 1922 gewählte Generaldirektor Carl Baumgärtel aus Zeulenroda die Wahl nicht angenommen hatte. |
| Gustav Jakob-Margella | DDP    | Reuß jüngerer Linie | Gera-Untermhaus          | Ab 27. April 1920 Nachrücker für Oberländer. Zum 31. März 1921 aufgrund der Verkleinerung der Gebietsvertretung ausgeschieden.                                                                                   |
| Ernst Jahn            | DDP    | Reuß-Greiz          | Zeulenroda               | Ausgeschieden am 31. März 1922 wegen Umzugs nach Weimar. Nachrücker wurde Heuwold |
| Richard Kahnt         | USPD   | Reuß jüngerer Linie | Gera                     | Zum 31. März 1921 aufgrund der Verkleinerung der Gebietsvertretung ausgeschieden. |
| Paul Kiß              | USPD   | Reuß-Greiz          | Pölitz                   | Zum 31. März 1921 ausgeschieden. |
| Alfred Krämer         | DVP    | Reuß jüngerer Linie | Hirschberg/Saale         | Mandat am 8. Oktober 1920 wegen Umzugs niedergelegt. Nachfolger wurde Stengel |
| Max Lang              | SPD    | Reuß jüngerer Linie | Gera                     | Zum 31. März 1921 aufgrund der Verkleinerung der Gebietsvertretung ausgeschieden. Am 2. April 1921 für Bretschneider nachgerückt                                                                                 |
| Wilhelm Leven         | USPD   | Reuß jüngerer Linie | Gera                     | |
| Ernst Möbius          | DDP    | Reuß-Greiz          | Greiz                    | Zum 31. März 1921 aufgrund der Verkleinerung der Gebietsvertretung ausgeschieden. |
| Emil Nusch            | DNVP   | Reuß-Greiz          | Greiz                    | Zum 31. März 1921 ausgeschieden. |
| Heinrich Nusch        | DDP    | Reuß-Greiz          | Reudnitz                 | |
| William Oberländer    | DDP    | Reuß jüngerer Linie | Gera                     | Mandat zum 20. März 1920 niedergelegt. Nachfolger: Jacob-Margella |
| Ida Opitz             | USPD   | Reuß jüngerer Linie | Gera                     | Zum 31. März 1921 aufgrund der Verkleinerung der Gebietsvertretung ausgeschieden. Am 2. April 1921 für H. Fischer nachgerückt                                                                                    |
| Franz Patzer          | DVP    | Reuß jüngerer Linie | Windischenbernsdorf      | |
| Kurt Schneider        | DVP    | Reuß jüngerer Linie | Gera-Untermhaus          | Zum 31. März 1921 aufgrund der Verkleinerung der Gebietsvertretung ausgeschieden. |
| Richard Schöberlein   | USPD   | Reuß jüngerer Linie | Lerchenhügel bei Frössen | |
| Marie Schulz          | DDP    | Reuß jüngerer Linie | Gera                     | |
| Felix Seyfferth       | DDP    | Reuß jüngerer Linie | Schleiz                  | |
| Gustav Sigling        | USPD   | Reuß-Greiz          | Zeulenroda               | Zum 31. März 1921 aufgrund der Verkleinerung der Gebietsvertretung ausgeschieden. Am 27. Juni 1921 für A. Drechsler nachgerückt                                                                                  |
| Kurt Steiniger        | SPD    | Reuß-Greiz          | Pohlitz                  | Zum 31. März 1921 aufgrund der Verkleinerung der Gebietsvertretung ausgeschieden. |
| Paul Stengel          | DVP    | Reuß jüngerer Linie | Gera                     | Zum 31. März 1921 aufgrund der Verkleinerung der Gebietsvertretung ausgeschieden. |
| Karl Stöckigt         | USPD   | Reuß jüngerer Linie | Triebes                  | Zum 31. März 1921 aufgrund der Verkleinerung der Gebietsvertretung ausgeschieden. |
| Paul Thomas           | DNVP   | Reuß-Greiz          | Greiz                    | Zum 31. März 1921 aufgrund der Verkleinerung der Gebietsvertretung ausgeschieden. Am 2. April 1921 für E. Nusch nachgerückt                                                                                      |
| Emil Vetterlein       | USPD   | Reuß jüngerer Linie | Gera                     | Zum 31. März 1921 aufgrund der Verkleinerung der Gebietsvertretung ausgeschieden. |
| Franz Zink            | USPD   | Reuß jüngerer Linie | Gera                     | Zum 31. März 1921 aufgrund der Verkleinerung der Gebietsvertretung ausgeschieden. |